# Ferenczy Endre (történész)
Ferenczy Endre (Erzsébetfalva, 1912. február 25. – Budapest, 1990. március 11.) magyar  történész, könyvtári tudományos főmunkatárs, egyetemi tanár, a történettudományok doktora (1977).

## Életpályája
Egyetemi tanulmányait a budapesti tudományegyetem bölcsészeti karán végezte 1929-33-ban történelem-latin-görög szakon, 1934-ben bölcsészettudományi doktorátust (ókori történelem), majd 1935-ben középiskolai tanári oklevelet szerzett. Ezt követően 1935 és 1937 között a bécsi Magyar Történetkutató Intézet, illetve a római Accademia d'Ungheria ösztöndíjas kutatója volt. Hazatérése után, 1938 és 1950 között a  budapesti egyetem ókortörténeti tanszékén volt gyakornok, tanársegéd majd adjunktus. Eközben 1946-47-ben a budapesti Egyetemi Könyvtárba osztották be. 1947-ben egyetemi magántanárrá képesítették a római társadalomtörténet tárgyköréből. 1951. január 31-én az egyetemről azonnali hatállyal elbocsátották. 1951-52-ben a Múzeumok és Műemlékek Országos Központjában könyvtári előadó, 1953-1972. augusztus 31. között az MTA Könyvtárának tudományos főmunkatársa. Ezután  az ELTE Bölcsészettudományi Karán az ókori (görög-római) tanszék egyetemi tanára volt. 1983-ban vonult nyugállományba. 

## Vendégprofesszorként
- 1968-ban a bécsi  egyetem ókori jogtörténeti tanszékén.
- 1978-ban a cataniai egyetem ókori jogtörténeti tanszékén.

## Társasági tagságai
Tagja volt a Société Internationale „Fernand de Visscher” des Droits de ľAntiquité (SIDA) társaságnak, valamint az  MTA Ókortudományi Társaságnak.

## Főbb művei
- Dionysius Halicarnassensis és M. Terentius Varro (Bp., 1934);
- Contributo alla storia del movimento dei populares (Roma, 1937);
- Világtörténelem. Az ókor és középkor Nagy Károlyig (Tankönyv, Bp., 1945);
- A magyarföld népeinek története a honfoglalásig (Bp., 1958);
- Bevezetés az ékírásos jogtörténetbe (Bp., 1962.);
- Hérodotosz: A görög perzsa háború (bev., sajtó alá rendezte, Bp., 1967);
- From the patrician state to the patricio-plebeian state (Bp.-Amsterdam, 1976);
- Rechtshistorische Bemerkungen zur Ausdehnung des römischen Bürgerrechts und zum Ius Italicum unter dem Prinzipat (Aufstieg und Niedergang der römischen Welt, Band 14/B. Berlin-New York, 1982);
- Az ókori Róma története (egyetemi tankönyv, Hahn István és Maróti Egon társszerzőkkel, Bp., 1992).

## Főbb cikkei
- A római házasságjog kialakulása. In:  Antik Tanulmanyok 23. (1976) 1. szám, 28. - 35. old.